# Mateo Barać
Mateo Barać (Sinj, 20 juli 1994) is een profvoetballer uit Kroatië. Hij speelt voor NK Osijek. In januari 2017 debuteerde hij in het Kroatisch voetbalelftal.

## Clubcarrière

### NK Hrvatski Dragovoljac
Barać speelde in de jeugd bij NK Junak, in zijn geboortestad Sinj. Hier doorliep hij tot 2014 de jeugdopleiding. In 2014 zou hij de overstap naar het Zwitserse FC Wohlen maken. Hij kreeg echter geen werkvergunning waardoor dit niet doorging. Barać trok al gauw terug naar Kroatië, om daar te gaan spelen voor NK Hrvatski Dragovoljac Zagreb. Op 8 oktober 2014 debuteerde Barać voor deze club. In het seizoen 2014/15 speelde Barać drie wedstrijden voor de club uit de hoofdstad, dat op dat moment actief was op het tweede niveau van Kroatië.

### HNK Šibenik
Het was HNK Šibenik dat Barać oppikte bij NK Hrvatski Dragovoljac. HNK Šibenik kwam eveneens uit op het tweede niveau in Kroatië. In het seizoen 2015/16 kwam Barać tot 25 optredens in de 2. HNL, waarin hij drie keer tot scoren kwam.

### NK Osijek
Barać zijn prestaties vielen op bij clubs uit de 1. HNL en het was uiteindelijk NK Osijek dat Barać overnam. Vanaf het begin van het seizoen 2016/17 stond Barać in de basis, in totaal kwam hij in dat seizoen tot een doelpunt in 24 wedstrijden. Zijn team eindigde als vierde in de competitie en plaatste zich daarmee voor de derde voorronde van de Europa League.

## Interlandcarrière
Op 11 januari 2017 maakte Barać zijn debuut voor het Kroatisch nationaal elftal tijdens een China Cup wedstrijd tegen Chili. Hij speelde de volledige wedstrijd mee die eindigde in een 1–1 gelijkspel, waarna Kroatië uiteindelijk met 3–0 verloor door in de strafschoppenserie.
| Interlands van Mateo Barać voor Kroatië | Interlands van Mateo Barać voor Kroatië | Interlands van Mateo Barać voor Kroatië | Interlands van Mateo Barać voor Kroatië | Interlands van Mateo Barać voor Kroatië | Interlands van Mateo Barać voor Kroatië |
| №                                       | Datum                                   | Wedstrijd                               | Uitslag                                 | Soort Wedstrijd                         | Doelpunten                              |
| Als speler bij NK Osijek                | Als speler bij NK Osijek                | Als speler bij NK Osijek                | Als speler bij NK Osijek                | Als speler bij NK Osijek                | Als speler bij NK Osijek                |
| --------------------------------------- | --------------------------------------- | --------------------------------------- | --------------------------------------- | --------------------------------------- | --------------------------------------- |
| 1.                                      | 11 januari 2017                         | Chili – Kroatië                         | 1 – 1 (4 – 1 wns)                       | China Cup 2017                          |                                         |

Bijgewerkt t/m 11 januari 2017.